# Малиновские
Малиновские (пол. Malinowski) — дворянский род.
Потомство шляхтича Ивана Малиновского, который в 1655 году выехал в Россию из Польши и
имел за собою во владении деревни.

## Описание герба
В щите имеющем голубое поле, изображён золотой Крест поставленный на серебряной подкове шипами обращённой вниз.
Щит увенчан дворянскими шлемом и короной. Нашлемник: Собака в Ошейнике. Намёт на щите голубой, подложенный золотом. Герб рода Малиновских внесён в Часть 4 Общего гербовника дворянских родов Всероссийской империи, стр. 111.

## История рода
По описанию Каспера Несецкого род дворян Малиновских делится на две ветви. Ветвь герба «Слеповрон» из Любельского воеводства переселилась в Речицкий повет. Другая ветвь, герба «Побог», именуется из Кальницы и Малинова Малиновские. Из ветви герба «Побог» Стефан Малиновский, судья Радомский, имел сыновей — стольника Подляского и кравчего Дрогичинского. Антоний Малиновский, премьер-майор коронных войск, выйдя в отставку, получил доступ к Петербургскому Двору, где за оказанные услуги был награждён. Антоний Малиновский с сыновьями и племянниками своими, был признан в потомственном дворянстве, на основании предоставленных им документа и актов. Род включён в «Гербовник Витебского дворянства». 
Герб рода Малиновских внесен в Часть 4 Общего гербовника дворянских родов Всероссийской империи, стр. 111